# Ide Yōsuke no Mahjong Juku
Ide Yōsuke no Mahjong Juku est un jeu vidéo de mah-jong sorti en 2000 sur Nintendo 64 uniquement au Japon. Le jeu a été édité et développé par Seta.